# Omocrates placens
Omocrates placens är en skalbaggsart som beskrevs av Louis Albert Péringuey 1902. Omocrates placens ingår i släktet Omocrates och familjen Melolonthidae. Inga underarter finns listade i Catalogue of Life.